# Skree Range
Skree Range är ett berg i Kanada.   Det ligger i provinsen British Columbia, i den centrala delen av landet, 3 900 km väster om huvudstaden Ottawa. Toppen på Skree Range är 1 851 meter över havet, eller 104 meter över den omgivande terrängen. Bredden vid basen är 0,47 km.
Terrängen runt Skree Range är kuperad åt sydost, men åt nordväst är den bergig. Trakten runt Skree Range är nära nog obefolkad, med mindre än två invånare per kvadratkilometer.. Det finns inga samhällen i närheten.